# Örsundsbro
Örsundsbro is een dorp in de gemeente Enköping in het landschap Uppland en de provincie Uppsala län in Zweden. De plaats heeft 1773 inwoners (2005) en een oppervlakte van 160 hectare. Het ligt aan een uitloper van het Mälarmeer.
Het dorp is vernoemd naar de brug (bro) over het riviertje (Örsundaån) dat er door stroomt. De oudste brug dateert uit 1050.

## Verkeer en vervoer
Bij de plaats loopt de Riksväg 55 en is daarmee verbonden met Uppsala en Enköping.